# Corral Bay
Die Corral Bay ist eine kleine Bucht im Westen der Barff-Halbinsel an der Nordküste Südgeorgiens im Südatlantik. Sie liegt nördlich der Sandebugten am Ostufer der Cumberland East Bay.
Das UK Antarctic Place-Names Committee benannte sie 2002 nach der hier in den frühen 1970er Jahren wie in einem Pferch (englisch corral) gehaltenen Rentierherde.